# Sous le figuier
Pour plus de détails, voir Fiche technique et Distribution.
Sous le figuier est une comédie française réalisée par Anne-Marie Étienne, sortie en 2013.

## Synopsis
Nathalie, son meilleur ami Christophe et Joëlle, une jeune mère de famille, sont trois adultes en crise sur le plan professionnel et personnel qui se retrouvent ensemble un été pour accompagner Selma, une vieille dame de 95 ans, voyante amateur, qui est sur le point de mourir, dans sa grande maison de vacances.
Bien vivante dans sa tête, avec le fil conducteur d'une liste de souhaits à réaliser avant et après sa mort — notamment que tous trois fassent la fête puis une sieste sous le figuier de la maison de vacances après sa disparition —, Selma les amène à reconsidérer leurs choix de vie avec une plus grande sérénité, en particulier sous l'angle de l'amour et de l'engagement.

## Fiche technique
- Titre : Sous le figuier
- Réalisation : Anne-Marie Étienne
- Scénario : Anne-Marie Étienne
- Directeur de la photographie : Philippe Guilbert
- Producteur : Martine De Clermont-Tonnerre
- Production : Mact Productions, Tarantula Luxembourg et Tarantula Belgique
- Distribution : Océan Films
- Pays :  France
- Genre : comédie
- Durée : 1 h 35
- Sortie :
  -  France : 20 mars 2013

## Distribution
- Gisèle Casadesus : Selma, la vieille dame voyante
- Anne Consigny : Nathalie, la chef-cuisinière
- Jonathan Zaccaï : Christophe, le cadre
- Marie Kremer : Joëlle, la jeune mère de famille dépassée
- Claire Blanquet : Agathe
- Chloé Imbert : Aurélie
- Nina Baldo : Ninon
- Manon Lemaire : Zoé
- Yves Lambrecht : Le directeur d'« Entre Temps »
- Éric Larcin : le boucher